# 97.ª edición de los Premios Óscar
La 97.ª edición de los Premios Óscar, organizada por la Academia de Artes y Ciencias Cinematográficas, honró a las mejores películas estrenadas en 2024. Tuvo lugar en el Dolby Theatre de Hollywood, Los Ángeles, California, el 2 de marzo de 2025. Durante la ceremonia se entregaron los Premios de la Academia, popularmente conocidos como los Óscar, en 23 categorías. La ceremonia se transmitió en vivo en Estados Unidos por el canal ABC y en streaming a través de Hulu. fue producida por Raj Kapoor y Katy Mullan, con Hamish Hamilton como director, y conducida por primera ocasión por el comediante Conan O'Brien.
Anora ganó cinco premios importantes, incluido mejor película. Otros ganadores fueron The Brutalist con tres premios; Dune: Part Two, Emilia Pérez y Wicked con dos premios cada uno; y Aún estoy aquí, Cónclave, Flow, I'm Not a Robot, In the Shadow of the Cypress, No Other Land, The Only Girl in the Orchestra, A Real Pain, y La sustancia con un premio. La transmisión en vivo atrajo a 19.69 millones de espectadores en los Estados Unidos.

## Programa
| Fecha                   | Evento                            |
| ----------------------- | --------------------------------- |
| 17 de noviembre de 2024 | Premio de los Gobernadores        |
| 2 de marzo de 2025      | 97.ª edición de los Premios Óscar |
| 29 de abril de 2025     | Premios Científicos y Técnicos    |

## Nominados y ganadores
Los nominados fueron anunciados desde el Samuel Goldwyn Theater de Beverly Hills, Los Ángeles, California el jueves 23 de enero de 2025, por los actores Bowen Yang y Rachel Sennott. La ceremonia se transmitió a través de las páginas web de la organización, junto con las cuentas de YouTube, TikTok, Instagram y Facebook de la Academia, a partir de las 8:30 a. m. ET / 5:30 a. m. PT. Además, el programa matutino Good Morning America y las plataformas de streaming ABC News Live, Hulu y Disney+ también transmitieron la ceremonia de nominaciones. La ceremonia de nominaciones, originalmente programada para el viernes 17 de enero de 2025, se pospuso para el domingo 19 de enero debido a la serie de incendios forestales en el sur de California. Sin embargo, debido a la persistencia de los incendios, la ceremonia tuvo que ser reprogramada nuevamente.
Emilia Pérez recibió un total de trece nominaciones, convirtiéndose en la película de habla no inglesa con más menciones, superando a El tigre y el dragón (2000) y Roma (2018), ambas con diez. Por su actuación en la película, la actriz española Karla Sofía Gascón hizo historia al convertirse en la primera actriz abiertamente transgénero en ser nominada en una categoría de actuación. Además, Emilia Pérez y la película brasileña Aún estoy aquí lograron un hito al convertirse en la décima y undécima películas en un idioma distinto al inglés en ser nominadas tanto a mejor película como a mejor película internacional en el mismo año.
Con tan solo 29 años, el actor Timothée Chalamet se convirtió en el actor más joven en recibir dos nominaciones a mejor actor, un logro que no se veía desde 1957, cuando lo alcanzó James Dean. Por su parte, Fernanda Torres se convirtió en la segunda actriz brasileña en ser nominada a mejor actriz (su madre, Fernanda Montenegro, lo había logrado en 1999 por Estación central). Mientras tanto, Aún estoy aquí se convirtió en la primera película en portugués en ser nominada a mejor película.
La actriz Cynthia Erivo recibió una nominación histórica al convertirse en la primera mujer británica negra en recibir dos nominaciones en la categoría de mejor actriz: este año por Wicked y en 2020 por Harriet. Además, se convirtió en la segunda mujer negra en ser nominada en varias ocasiones al Óscar, superada solo por Viola Davis, quien tiene cuatro nominaciones (2009 por La duda, 2012 por The Help, 2017 por Fences y 2021 por Ma Rainey's Black Bottom).
Por primera vez desde 1978, todas las películas nominadas a mejor actriz también recibieron nominaciones a mejor película. Este año también marca la primera vez que dos musicales, Wicked y Emilia Pérez, han sido nominados a mejor película desde 1969.
En el terreno de la animación, Flow se convirtió en la primera película producida en Letonia en recibir múltiples nominaciones, en las categorías de mejor película animada y mejor película Internacional, destacándose como la segunda película de animación en obtener nominaciones en ambas categorías, después de Flee (2021). Por otro lado, Memoir of a Snail hizo historia al convertirse en la segunda película de animación con clasificación R en ser nominada a mejor película animada, después de Anomalisa (2015), otra producción en stop-motion. Robot salvaje hizo historia junto a su director, Chris Sanders, al empatar el récord de más nominaciones por una película animada. Sanders (por Lilo & Stitch, Cómo entrenar a tu dragón, Los Croods, Robot salvaje), junto a Pete Docter (por Monsters, Inc., Up, Inside Out, Soul) y Hayao Miyazaki (por El viaje de Chihiro, El increíble castillo vagabundo, Se levanta el viento, El niño y la garza), comparte el récord de la mayor cantidad de nominaciones en esta categoría, con un total de cuatro.
El productor Eric Nyari se convirtió en la quinta persona nominada tanto por mejor largometraje documental (Black Box Diaries) como por mejor cortometraje documental (Instruments of a Beating Heart) en el mismo año. La última persona en lograr esta hazaña fue Charles Guggenheim en 1994, por el largometraje D-Day Remembered y el cortometraje A Time for Justice, ganando por este último.
En el ámbito de la dirección, Coralie Fargeat, con su sátira de terror corporal La sustancia, hizo historia al convertirse en la novena mujer nominada a mejor director. Los cineastas Jacques Audiard (por Emilia Pérez) y Sean Baker (por Anora) recibieron cuatro nominaciones cada uno, logrando convertirse en la octava y novena persona, respectivamente, en alcanzar esta hazaña en un solo año. Además, los nominados a mejor director de este año —Audiard, Baker, Brady Corbet (por The Brutalist), Fargeat y James Mangold (por A Complete Unknown)— son todos nominados por primera vez en esta categoría. La última vez que un grupo completamente nuevo de directores compitió por esta estatuilla fue en 1998.
Por segunda vez en la historia, dos directores franceses están nominados en la categoría de mejor director: Jacques Audiard está nominado por Emilia Pérez, mientras que Coralie Fargeat lo está por La sustancia (la primera vez que esto ocurrió fue en 1974). Además, la nominación de Fargeat marca la primera vez en la historia en que dos directoras francesas son nominadas en años consecutivos, después de la nominación de Justine Triet el año anterior por Anatomía de una caída.
Por octavo año consecutivo, Diane Warren es nominada al Óscar en la categoría de mejor canción original por «The Journey» de Seis Triple Ocho. Con esta nominación, alcanza su decimosexta en total, empatando con el mezclador de sonido Greg P. Russell como la persona más nominada sin haber ganado un Óscar competitivo. Aunque Warren recibió un premio honorario en 2023, aún no ha logrado ganar en una categoría competitiva. Además, Warren rompe su empate con Marilyn Bergman y se convierte en la mujer más nominada en esta categoría, superando las 15 nominaciones de Bergman. Con esta nueva nominación, Warren también iguala el récord de Sammy Cahn, alcanzando ocho nominaciones consecutivas en mejor canción original. Cahn fue nominado sucesivamente entre los años 1955 y 1962, mientras que Warren ha estado nominada sin falta desde 2018, haciendo de 2025 su octava nominación consecutiva.
El mezclador de sonido Andy Nelson, una de las figuras más reconocidas en la industria, continuó su legado al recibir una nueva nominación, esta vez por Wicked. Con 25 nominaciones, se convirtió en la segunda persona viva con más nominaciones al Óscar, solo detrás de John Williams, quien ostenta el récord con 54 nominaciones.
Los cuatro premios de Sean Baker (por Anora) empataron con los de Walt Disney como la mayor cantidad de galardones ganados por una persona en el mismo año. Baker se convirtió en la primera persona en ganar cuatro Óscar en una misma noche por una sola película. A los 25 años, Mikey Madison (por Anora) se convirtió en la novena actriz más joven en ganar el premio a mejor actriz, y la segunda actriz nacida en la década de los 90 en lograr ganar esta categoría.
Con su victoria en la categoría de mejor actriz de reparto, Zoe Saldaña (por Emilia Pérez) hizo historia al ser la primera estadounidense de origen dominicano en ganar un Óscar. No Other Land, ganador del Óscar a mejor largometraje documental, se convirtió en el primer filme palestino en obtener un premio de la Academia, con su codirector Basel Adra siendo el primer cineasta palestino en recibir un Óscar. Paul Tazewell (por Wicked) hizo historia al convertirse en el primer hombre afroamericano y el segundo diseñador de raza negra en general en ganar el premio a mejor diseño de vestuario.
Aún estoy aquí marcó un hito al ser el primer filme brasileño en ganar un Óscar en la categoría de mejor película internacional. Flow logró ser la primera película animada independiente y la primera película animada sin diálogos en ganar el Óscar a mejor película animada, con el director Gints Zilbalodis y el coproductor Matīss Kaža convirtiéndose en los primeros letones en ganar un Óscar. Esto marca la primera vez que una película que no es de Disney/Pixar gana la categoría durante tres años consecutivos (los otros dos ganadores son Pinocho de Guillermo del Toro y El niño y la garza).

### Premios

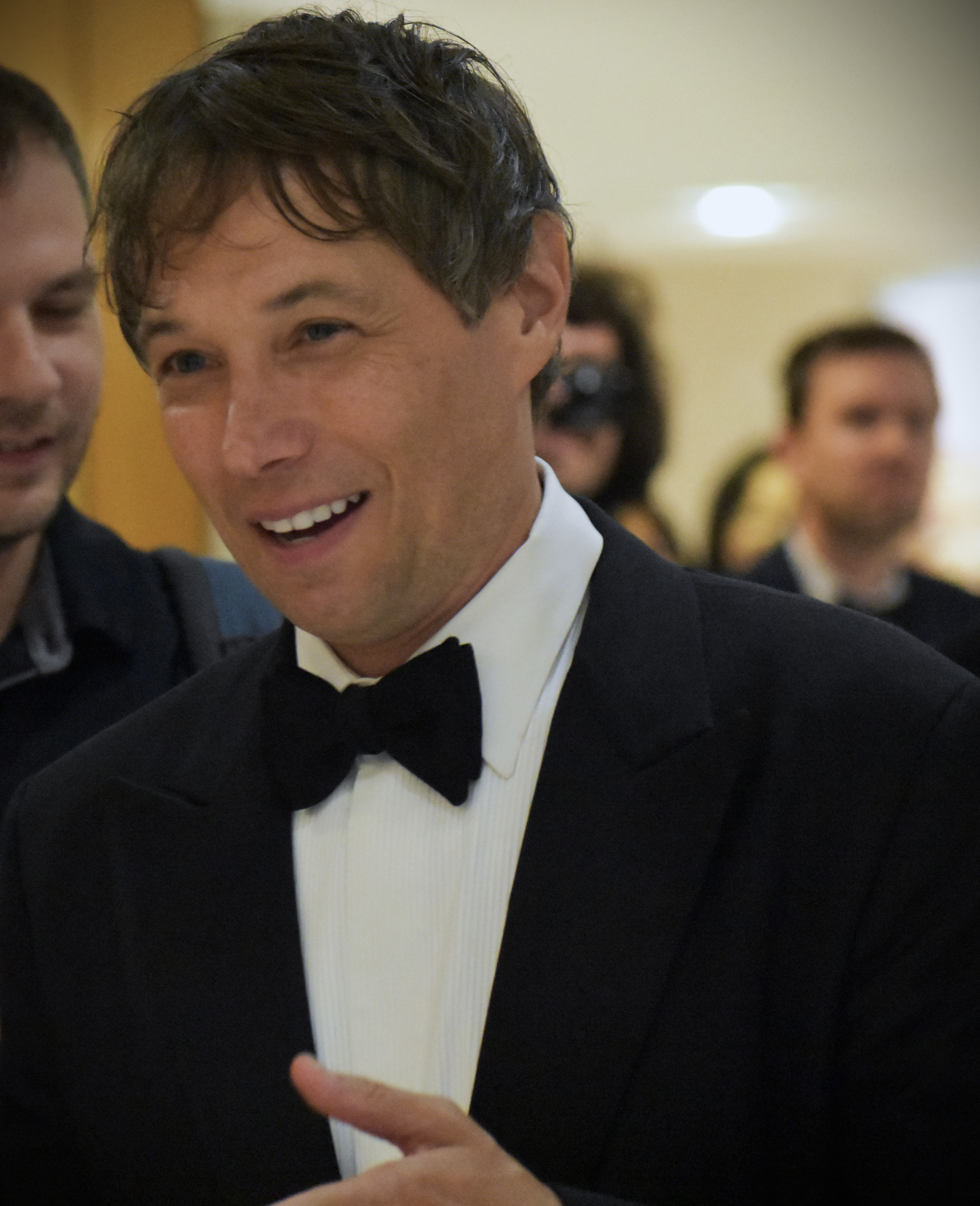
Sean Baker, co-ganador del Óscar a mejor película y ganador del Óscar a mejor director, mejor guion original y mejor edición por Anora.

Adrien Brody, ganador del Óscar a mejor actor por The Brutalist.

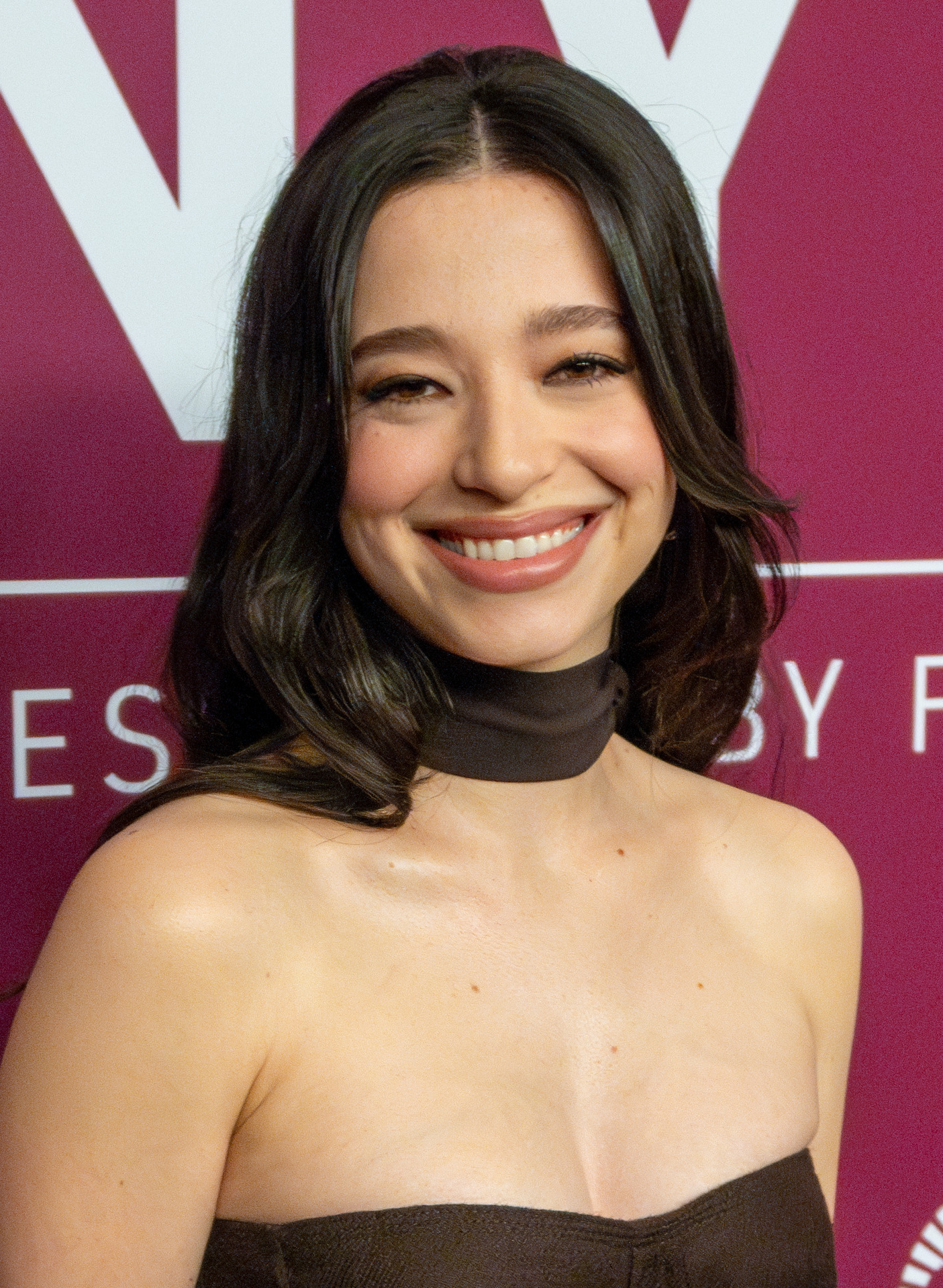
Mikey Madison, ganadora del Óscar a mejor actriz por Anora.

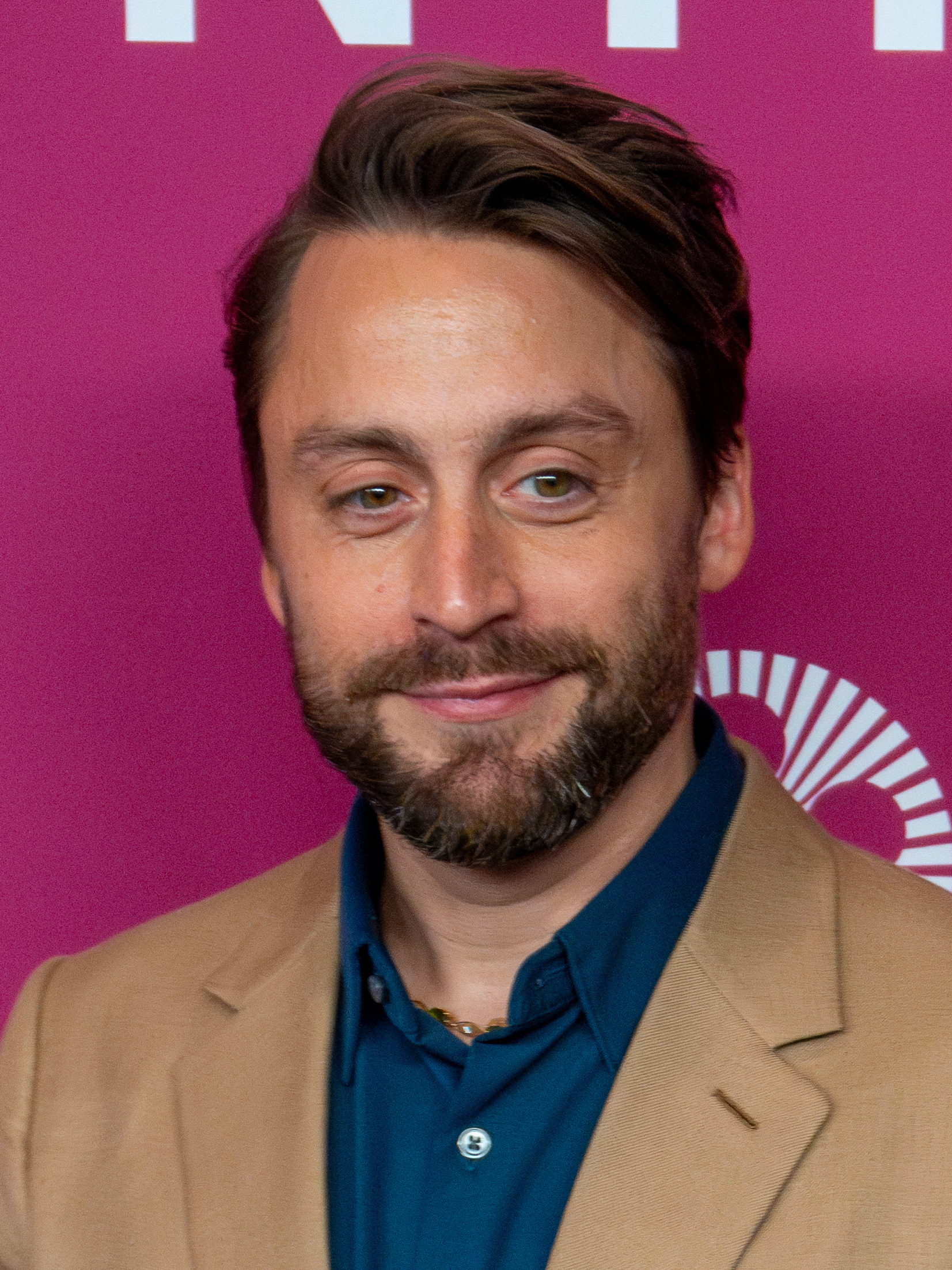
Kieran Culkin, ganador del Óscar a mejor actor de reparto por A Real Pain.

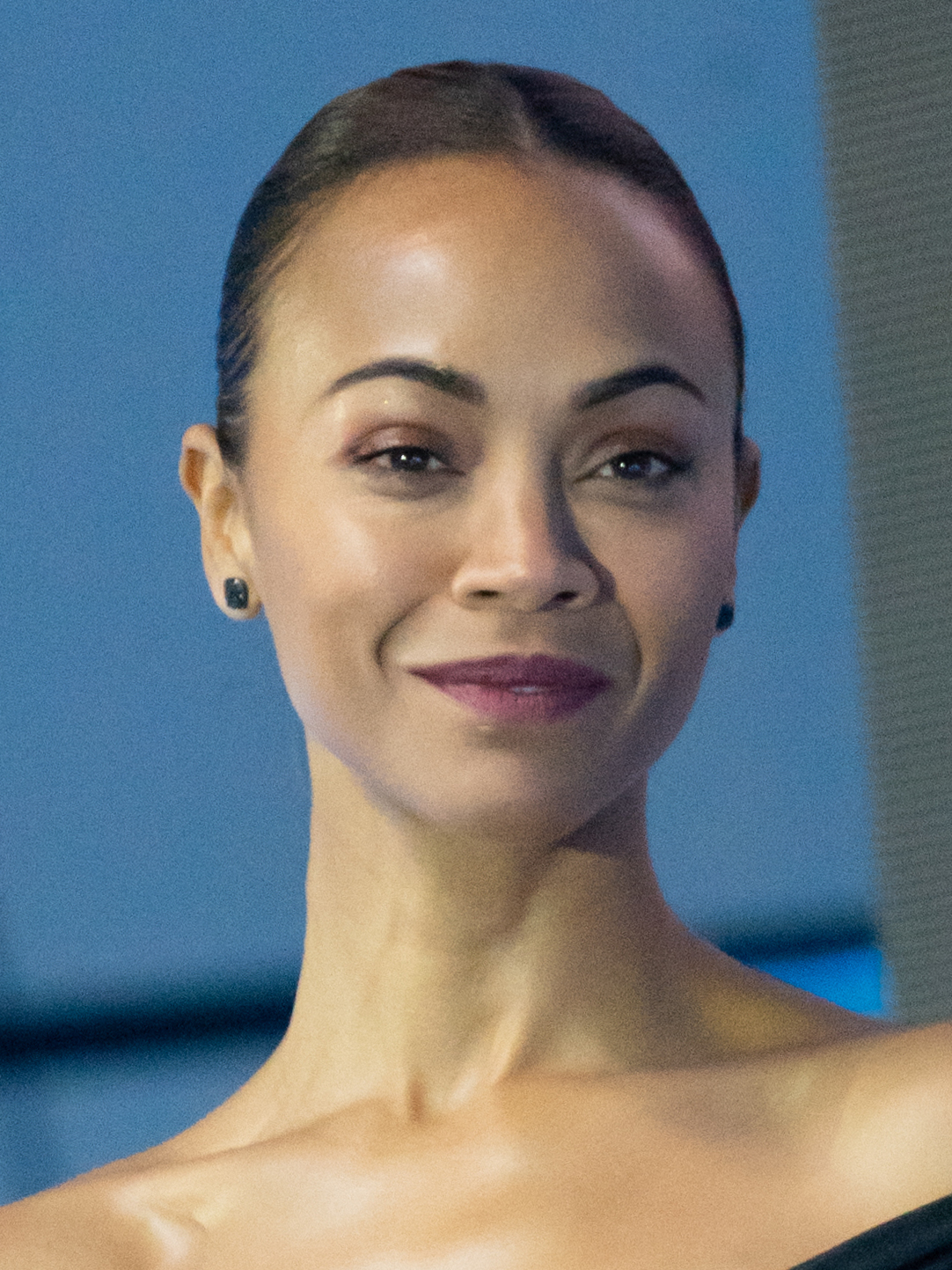
Zoe Saldaña, ganadora del Óscar a mejor actriz de reparto por Emilia Pérez.

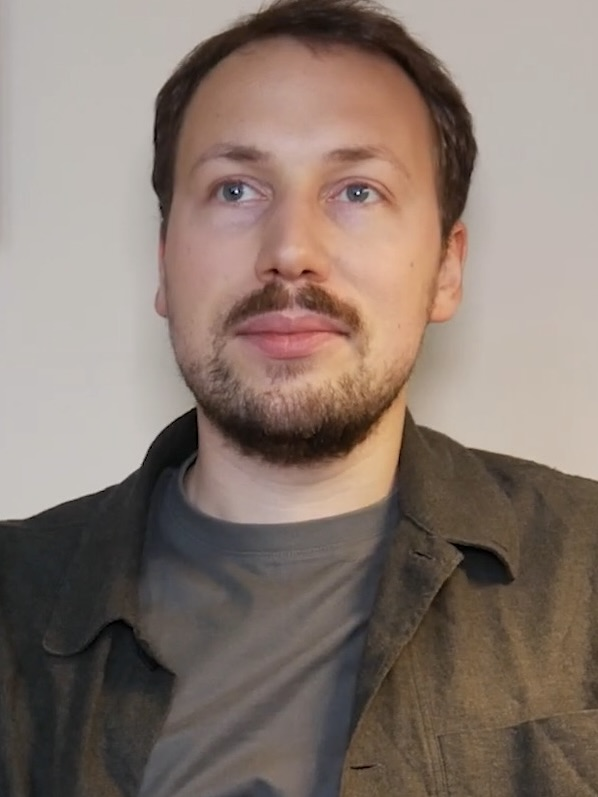
Gints Zilbalodis, co-ganador del Óscar a mejor película animada por Flow.

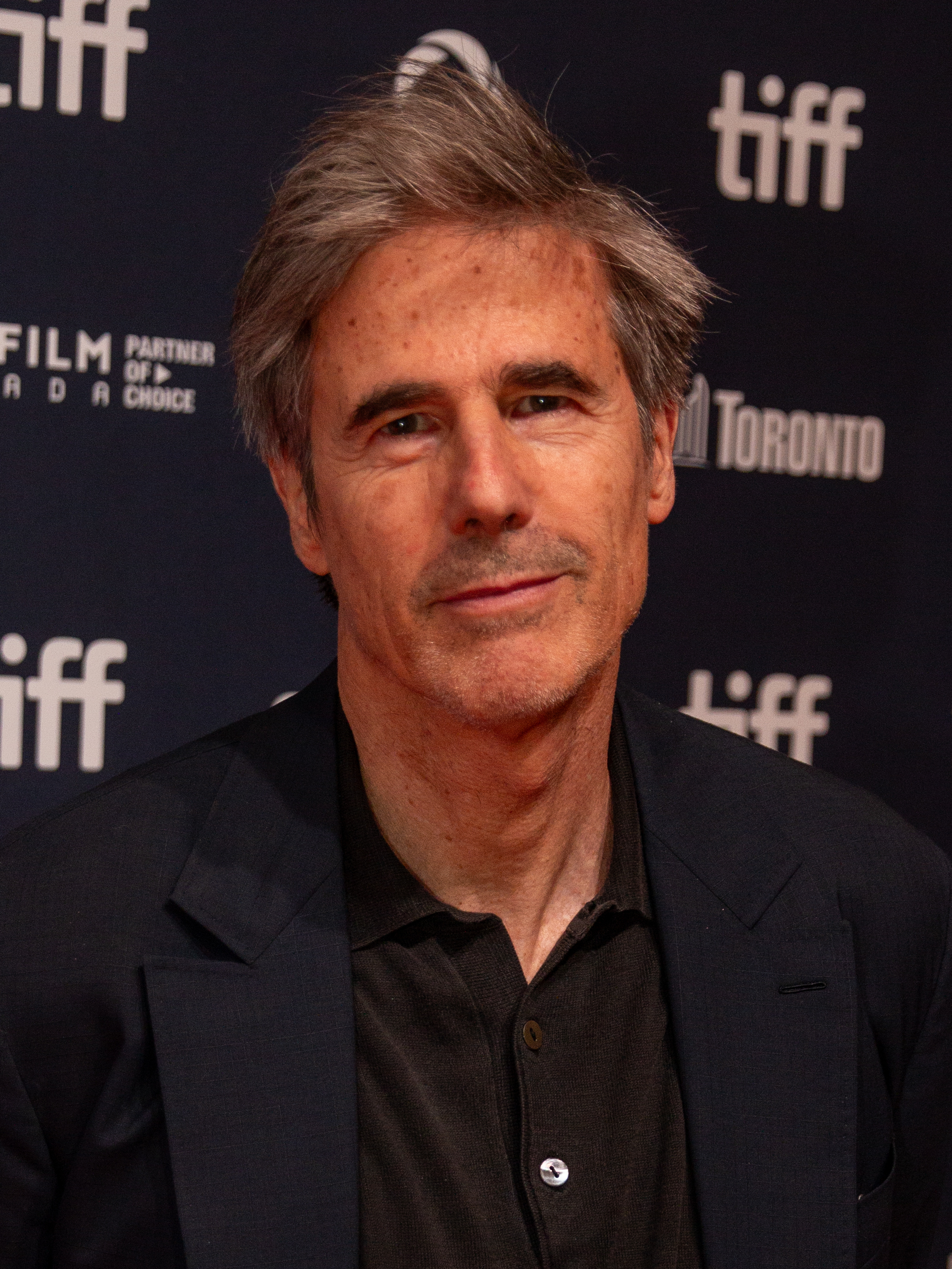
Walter Salles, ganador del Óscar a mejor película internacional por Aún estoy aquí.

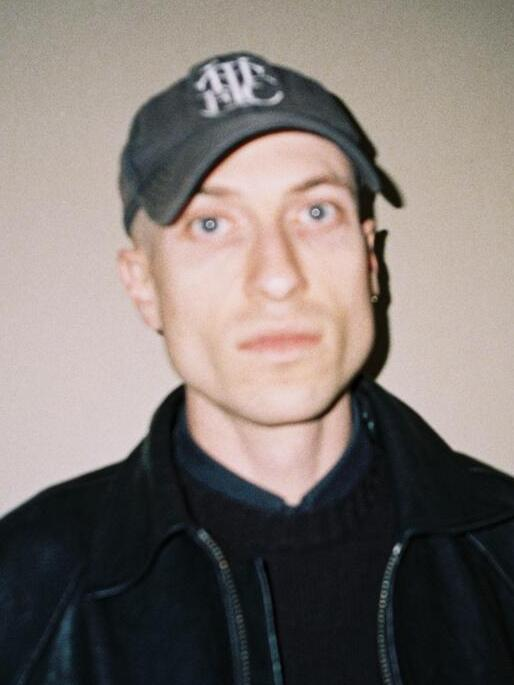
Daniel Blumberg, ganador del Óscar a mejor banda sonora por The Brutalist.

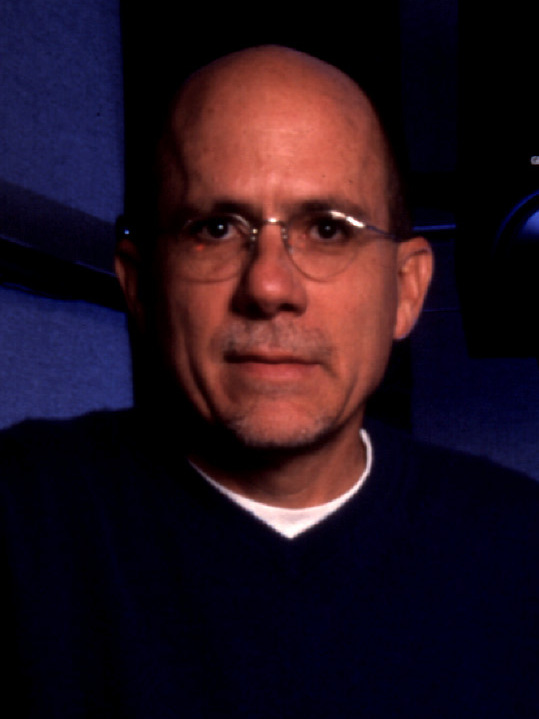
Richard King, co-ganador del Óscar a mejor sonido por Dune: Part Two.

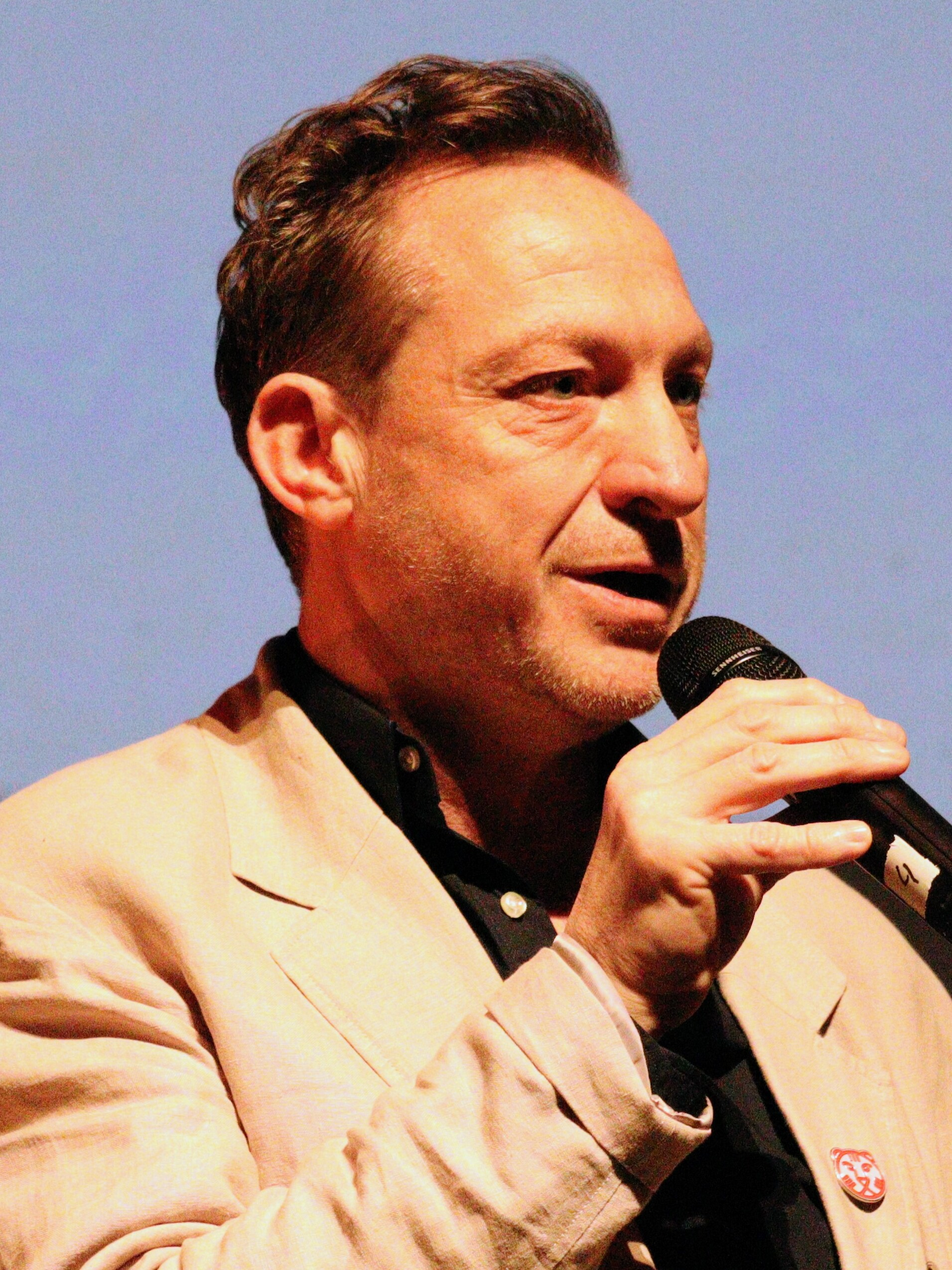
Lol Crawley, ganador del Óscar a mejor fotografía por The Brutalist.

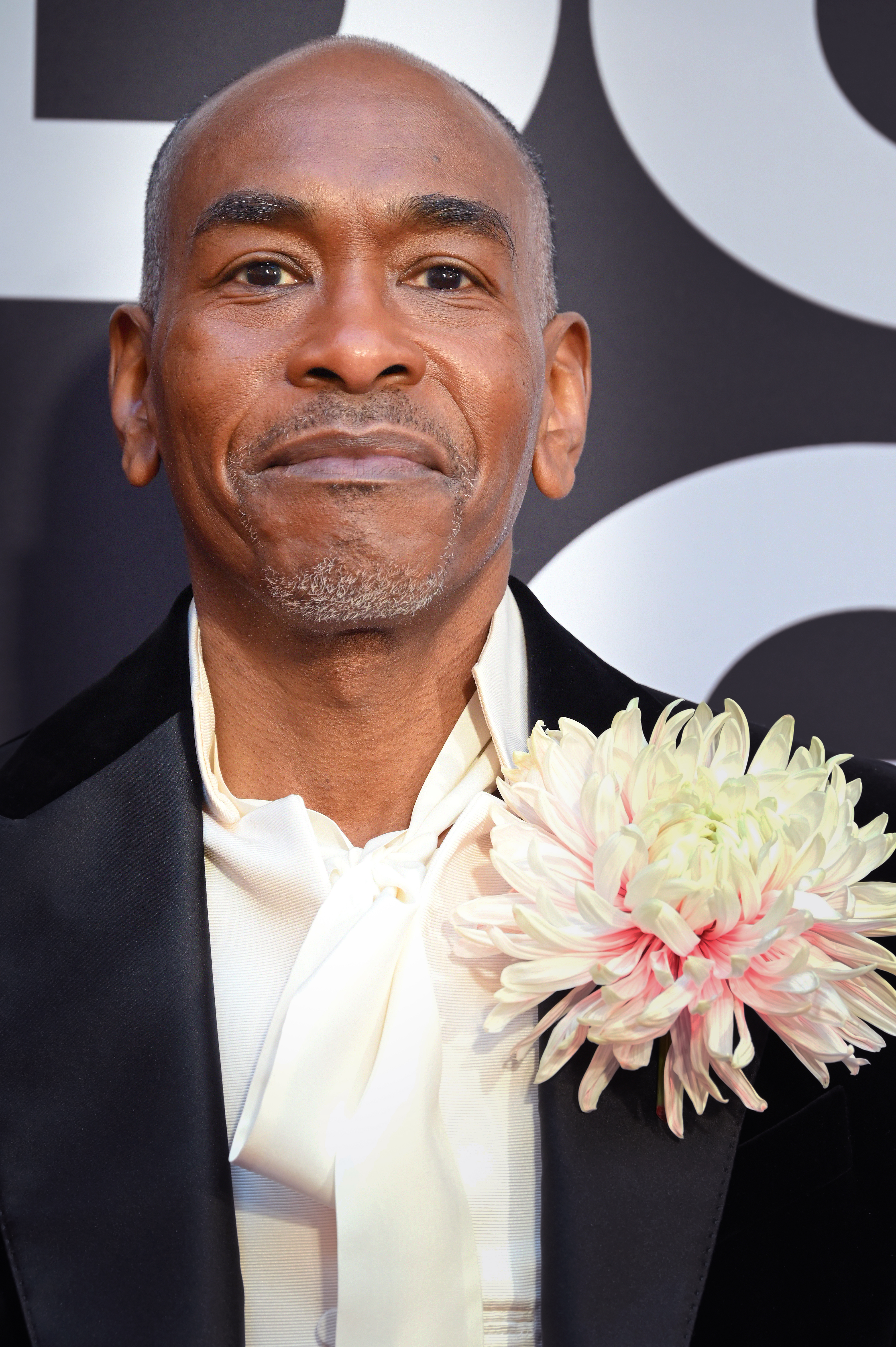
Paul Tazewell, ganador del Óscar a mejor diseño de vestuario por Wicked.

Indica el ganador dentro de cada categoría, mostrado al principio y resaltado en negritas. A continuación se listan los nominados y ganadores del Óscar: 
| Mejor película Presentado por: Billy Crystal y Meg Ryan | Mejor director Presentado por: Quentin Tarantino |
| - Anora – Alex Coco, Samantha Quan y Sean Baker - Aún estoy aquí – Maria Carlota Bruno y Rodrigo Teixeira - The Brutalist – Brady Corbet, D.J. Gugenheim, Brian Young, Andrew Morrison y Nick Gordon - A Complete Unknown – Fred Berger, James Mangold y Alex Heineman - Cónclave – Tessa Ross, Juliette Howell y Michael A. Jackman - Dune: Part Two – Mary Parent, Cale Boyter, Tanya Lapointe y Denis Villeneuve - Emilia Pérez – Pascal Caucheteux y Jacques Audiard - Nickel Boys – Dede Gardner, Jeremy Kleiner y Joslyn Barnes - La sustancia – Coralie Fargeat, Tim Bevan y Eric Fellner - Wicked – Marc Platt | - Sean Baker – Anora - Brady Corbet – The Brutalist - James Mangold – A Complete Unknown - Jacques Audiard – Emilia Pérez - Coralie Fargeat – La sustancia |
| Mejor actor Presentado por: Cillian Murphy | Mejor actriz Presentado por: Emma Stone |
| - Adrien Brody – The Brutalist como László Tóth - Timothée Chalamet – A Complete Unknown como Bob Dylan - Colman Domingo – Sing Sing como John «Divine G.» Whitfield - Ralph Fiennes – Cónclave como el cardenal Thomas Lawrence - Sebastian Stan – The Apprentice como Donald Trump | - Mikey Madison – Anora como Anora «Ani» Mikheeva - Cynthia Erivo – Wicked como Elphaba Thropp - Karla Sofía Gascón – Emilia Pérez como Emilia Pérez / Juan «Manitas» Del Monte - Demi Moore – La sustancia como Elisabeth Sparkle - Fernanda Torres – Aún estoy aquí como Eunice Paiva |
| Mejor actor de reparto Presentado por: Robert Downey Jr. | Mejor actriz de reparto Presentado por: Da'Vine Joy Randolph |
| - Kieran Culkin – A Real Pain como Benji Kaplan - Yura Borisov – Anora como Igor - Edward Norton – A Complete Unknown como Pete Seeger - Guy Pearce – The Brutalist como Harrison Lee Van Buren - Jeremy Strong – The Apprentice como Roy Cohn | - Zoe Saldaña – Emilia Pérez como Rita Castro - Monica Barbaro – A Complete Unknown como Joan Báez - Ariana Grande – Wicked como Glinda Upland - Felicity Jones – The Brutalist como Erzsébet Tóth - Isabella Rossellini – Cónclave como la Hermana Agnes |
| Mejor guion original Presentado por: Amy Poehler | Mejor guion adaptado Presentado por: Amy Poehler |
| - Anora – Sean Baker - The Brutalist – Brady Corbet, Mona Fastvold - A Real Pain – Jesse Eisenberg - September 5 – Moritz Binder, Tim Fehlbaum; Alex David - La sustancia – Coralie Fargeat | - Cónclave – Peter Straughan; basado en la novela homónima escrita por Robert Harris - A Complete Unknown – James Mangold y Jay Cocks; basado en el libro Dylan Goes Electric! escrito por Elijah Wald - Emilia Pérez – Jacques Audiard, en colaboración con Thomas Bidegain, Léa Mysius y Nicolas Livecchi; basado en el libreto de ópera del mismo nombre escrito por Jacques Audiard, que a su vez se adaptó de la novela Écoute escrita por Boris Razon - Nickel Boys – RaMell Ross y Joslyn Barnes; basado en la novela The Nickel Boys escrita por Colson Whitehead - Sing Sing – Libreto por Clint Bentley y Greg Kwedar; historia por Clint Bentley, Greg Kwedar, Clarence Maclin y John «Divine G» Whitfield; basado en el libro The Sing Sing Follies escrito por John H. Richardson y la obra Breakin' the Mummy's Code de Brent Buell |
| Mejor película animada Presentado por: Andrew Garfield y Goldie Hawn | Mejor película internacional Presentado por: Penélope Cruz |
| - Flow – Gints Zilbalodis, Matīss Kaža, Ron Dyens y Gregory Zalcman - Inside Out 2 – Kelsey Mann y Mark Nielsen - Memoir of a Snail – Adam Elliot y Liz Kearney - Robot salvaje – Chris Sanders y Jeff Hermann - Wallace y Gromit: La venganza se sirve con plumas – Nick Park, Merlin Crossingham y Richard Beek | - Aún estoy aquí (Brasil) en portugués – Walter Salles - Emilia Pérez (Francia) en español – Jacques Audiard - Flow (Letonia) en letón – Gints Zilbalodis - The Girl with the Needle (Dinamarca) en danés – Magnus von Horn - The Seed of the Sacred Fig (Alemania) en persa – Mohammad Rasoulof |
| Mejor largometraje documental Presentado por: Selena Gomez y Samuel L. Jackson | Mejor cortometraje documental Presentado por: Selena Gomez y Samuel L. Jackson |
| - No Other Land – Basel Adra, Rachel Szor, Hamdan Ballal y Yuval Abraham - Black Box Diaries – Shiori Ito, Eric Nyari y Hanna Aqvilin - Porcelain War – Brendan Bellomo, Slava Leontyev, Aniela Sidorska y Paula DuPre' Pesmen - Soundtrack to a Coup d'Etat – Johan Grimonprez, Daan Milius y Rémi Grellety - Sugarcane – Julian Brave NoiseCat, Emily Kassie y Kellen Quinn | - The Only Girl in the Orchestra – Molly O’Brien y Lisa Remington - Death by Numbers – Kim A. Snyder y Janique L. Robillard - I Am Ready, Warden – Smriti Mundhra y Maya Gnyp - Incident – Bill Morrison y Jamie Kalven - Instruments of a Beating Heart – Ema Ryan Yamazaki y Eric Nyari |
| Mejor cortometraje animado Presentado por: Andrew Garfield y Goldie Hawn | Mejor cortometraje Presentado por: Ana de Armas y Sterling K. Brown |
| - In the Shadow of the Cypress – Shirin Sohani y Hossein Molayemi - Beautiful Men – Nicolas Keppens y Brecht Van Elslande - Magic Candies – Daisuke Nishio y Takashi Washio - Wander to Wonder – Nina Gantz y Stienette Bosklopper - Yuck! – Loïc Espuche y Juliette Marquet | - I'm Not a Robot – Victoria Warmerdam y Trent - A Lien – Sam Cutler-Kreutz y David Cutler-Kreutz - Anuja – Adam J. Graves y Suchitra Mattai - The Last Ranger – Cindy Lee y Darwin Shaw - The Man Who Could Not Remain Silent – Nebojša Slijepčević y Danijel Pek |
| Mejor banda sonora original Presentado por: Mark Hamill | Mejor canción original Presentado por: Mick Jagger |
| - The Brutalist – Daniel Blumberg - Cónclave – Volker Bertelmann - Emilia Pérez – Clément Ducol y Camille - Wicked – John Powell y Stephen Schwartz - Robot salvaje - Kris Bowers | - «El mal» de Emilia Pérez – Musica por Clément Ducol y Camille; letra por Clément Ducol, Camille y Jacques Audiard - «The Journey» de Seis Triple Ocho – Musica y letra por Diane Warren - «Like A Bird» de Sing Sing – Musica y letra por Abraham Alexander y Adrian Quesada - «Mi Camino» de Emilia Pérez – Musica y letra por Camille y Clément Ducol - «Never Too Late» de Elton John: Never Too Late – Musica y letra por Elton John, Brandi Carlile, Andrew Watt y Bernie Taupin |
| Mejor sonido Presentado por: Miley Cyrus y Miles Teller | Mejor fotografía Presentado por: Joe Alwyn, Dave Bautista, Willem Dafoe, Alba Rohrwacher y Zoe Saldaña |
| - Dune: Part Two – Gareth John, Richard King, Ron Bartlett y Doug Hemphill - A Complete Unknown – Tod A. Maitland, Donald Sylvester, Ted Caplan, Paul Massey y David Giammarco - Emilia Pérez – Erwan Kerzanet, Aymeric Devoldère, Maxence Dussère, Cyril Holtz y Niels Barletta - Robot salvaje – Randy Thom, Brian Chumney, Gary A. Rizzo y Leff Lefferts - Wicked – Simon Hayes, Nancy Nugent Title, Jack Dolman, Andy Nelson y John Marquis | - The Brutalist – Lol Crawley - Dune: Part Two – Greig Fraser - Emilia Pérez – Paul Guilhaume - Maria – Ed Lachman - Nosferatu – Jarin Blaschke |
| Mejor montaje Presentado por: Daryl Hannah | Mejor diseño de producción Presentado por: Ben Stiller |
| - Anora – Sean Baker - The Brutalist – David Jancso - Cónclave – Nick Emerson - Emilia Pérez – Juliette Welfling - Wicked – Myron Kerstein | - Wicked – Diseño de producción: Nathan Crowley; decorados: Lee Sandales - The Brutalist – Diseño de producción: Judy Becker; decorados: Patricia Cuccia - Cónclave – Diseño de producción: Suzie Davies; decorados: Cynthia Sleiter - Dune: Part Two – Diseño de producción: Patrice Vermette; decorados: Shane Vieau - Nosferatu – Diseño de producción: Craig Lathrop; decorados: Beatrice Brentnerová |
| Mejor diseño de vestuario Presentado por: Lily-Rose Depp, Elle Fanning, John Lithgow, Connie Nielsen y Bowen Yang | Mejor maquillaje y peluquería Presentado por: Scarlett Johansson y June Squibb |
| - Wicked – Paul Tazewell - A Complete Unknown – Arianne Phillips - Cónclave – Lisy Christl - Gladiador II – Janty Yates y Dave Crossman - Nosferatu – Linda Muir | - La sustancia – Pierre-Olivier Persin, Stéphanie Guillon y Marilyne Scarselli - A Different Man – Mike Marino, David Presto y Crystal Jurado - Emilia Pérez – Julia Floch Carbonel, Emmanuel Janvier y Jean-Christophe Spadaccini - Nosferatu – David White, Traci Loader y Suzanne Stokes-Munton - Wicked – Frances Hannon, Laura Blount y Sarah Nuth |
| Mejores efectos visuales Presentado por: Gal Gadot y Rachel Zegler | |
| - Dune: Part Two – Paul Lambert, Stephen James, Rhys Salcombe y Gerd Nefzer - Alien: Romulus – Eric Barba, Nelson Sepulveda-Fauser, Daniel Macarin y Shane Mahan - Better Man – Luke Millar, David Clayton, Keith Herft y Peter Stubbs - Kingdom of the Planet of the Apes – Erik Winquist, Stephen Unterfranz, Paul Story y Rodney Burke - Wicked – Pablo Helman, Jonathan Fawkner, David Shirk y Paul Corbould | |

### Películas con múltiples nominaciones y premios
| Película           | Nominaciones |
| ------------------ | ------------ |
| Emilia Pérez       | 13           |
| The Brutalist      | 10           |
| Wicked             | 10           |
| A Complete Unknown | 8            |
| Cónclave           | 8            |
| Anora              | 6            |
| Dune: Part Two     | 5            |
| La sustancia       | 5            |
| Nosferatu          | 4            |
| Aún estoy aquí     | 3            |
| Robot salvaje      | 3            |
| Sing Sing          | 3            |
| The Apprentice     | 2            |
| Flow               | 2            |
| Nickel Boys        | 2            |
| A Real Pain        | 2            |

| Película       | Premios |
| -------------- | ------- |
| Anora          | 5       |
| The Brutalist  | 3       |
| Dune: Part Two | 2       |
| Emilia Pérez   | 2       |
| Wicked         | 2       |

### Premios de los gobernadores
El 17 de noviembre de 2024, la Academia celebró la 15.ª ceremonia anual de los Premios de los gobernadores, la cual se llevó a cabo en el Ray Dolby Ballroom del Ovation Hollywood, Hollywood, Los Ángeles, California. Durante la ceremonia, los siguientes premios fueron entregados:

#### Óscar honorífico
- Quincy Jones (póstumo)
- Juliet Taylor

#### Premio Humanitario Jean Hersholt
- Richard Curtis

#### Premio en memoria de Irving Thalberg
- Michael G. Wilson y Barbara Broccoli

## Presentadores y actuaciones
| Nombre        |
| ------------- |
| Conan O'brien |

Las siguientes personas, listadas en orden de aparición, presentaron premios o tributos:
| Nombre                                                             | Categoría presentada |
| ------------------------------------------------------------------ | --- |
| Nick Offerman                                                      | Locutor de la ceremonia |
| Robert Downey Jr.                                                  | Presentó mejor actor de reparto                                                                                               |
| Andrew Garfield Goldie Hawn                                        | Presentaron mejor cortometraje animado y mejor película animada                                                               |
| Lily-Rose Depp Elle Fanning John Lithgow Connie Nielsen Bowen Yang | Presentaron mejor diseño de vestuario                                                                                         |
| Amy Poehler                                                        | Presentó mejor guion original y mejor guion adaptado                                                                          |
| Scarlett Johansson June Squibb                                     | Presentaron mejor maquillaje y peluquería                                                                                     |
| Halle Berry                                                        | Presentó a los ganadores de los Premios de los gobernadores y el tributo de James Bond a Barbara Broccoli y Michael G. Wilson |
| Daryl Hannah                                                       | Presentó mejor montaje |
| Da'Vine Joy Randolph                                               | Presentó mejor actriz de reparto                                                                                              |
| Ben Stiller                                                        | Presentó mejor diseño de producción                                                                                           |
| Mick Jagger                                                        | Presentó mejor canción original                                                                                               |
| Selena Gomez Samuel L. Jackson                                     | Presentaron mejor cortometraje documental y mejor largometraje documental                                                     |
| Miley Cyrus Miles Teller                                           | Presentaron mejor sonido |
| Gal Gadot Rachel Zegler                                            | Presentaron mejores efectos visuales                                                                                          |
| Ana de Armas Sterling K. Brown                                     | Presentaron mejor cortometraje                                                                                                |
| Morgan Freeman                                                     | Presentó el tributo a Gene Hackman y el segmento «In Memoriam»                                                                |
| Joe Alwyn Dave Bautista Willem Dafoe Alba Rohrwacher Zoe Saldaña   | Presentaron mejor fotografía                                                                                                  |
| Penélope Cruz                                                      | Presentó mejor película internacional                                                                                         |
| Mark Hamill                                                        | Presentó mejor banda sonora original                                                                                          |
| Whoopi Goldberg Oprah Winfrey                                      | Presentaron el tributo a Quincy Jones                                                                                         |
| Cillian Murphy                                                     | Presentó mejor actor |
| Quentin Tarantino                                                  | Presentó mejor director |
| Emma Stone                                                         | Presentó mejor actriz |
| Billy Crystal Meg Ryan                                             | Presentaron mejor película |

Las siguientes personas, listadas en orden de aparición, interpretaron números musicales:
| Nombre                                         | Rol              | Acto |
| ---------------------------------------------- | ---------------- | --- |
| Michael Bearden                                | Director musical | Orquesta |
| Cynthia Erivo Ariana Grande                    | Interpretes      | Popurrí de El mago de Oz, The Wiz y Wicked: «Over the Rainbow» (Grande) «Home» (Erivo) «Defying Gravity» (Erivo y Grande)                  |
| Conan O'brien                                  | Interprete       | «I Won't Waste Time» durante el segmento de apertura                                                                                       |
| Margaret Qualley (danzando) Lisa Doja Cat Raye | Interpretes      | Tributo de James Bond a Barbara Broccoli y Michael G. Wilson: «Live and Let Die» (Lisa) «Diamonds are Forever» (Doja Cat) «Skyfall» (Raye) |
| Los Angeles Master Chorale                     | Interpretes      | «Lacrimosa» del Réquiem de Mozart durante el segmento "In Memoriam"                                                                        |
| Queen Latifah                                  | Interprete       | «Ease on Down the Road» durante el tributo a Quincy Jones                                                                                  |

## Información sobre la ceremonia

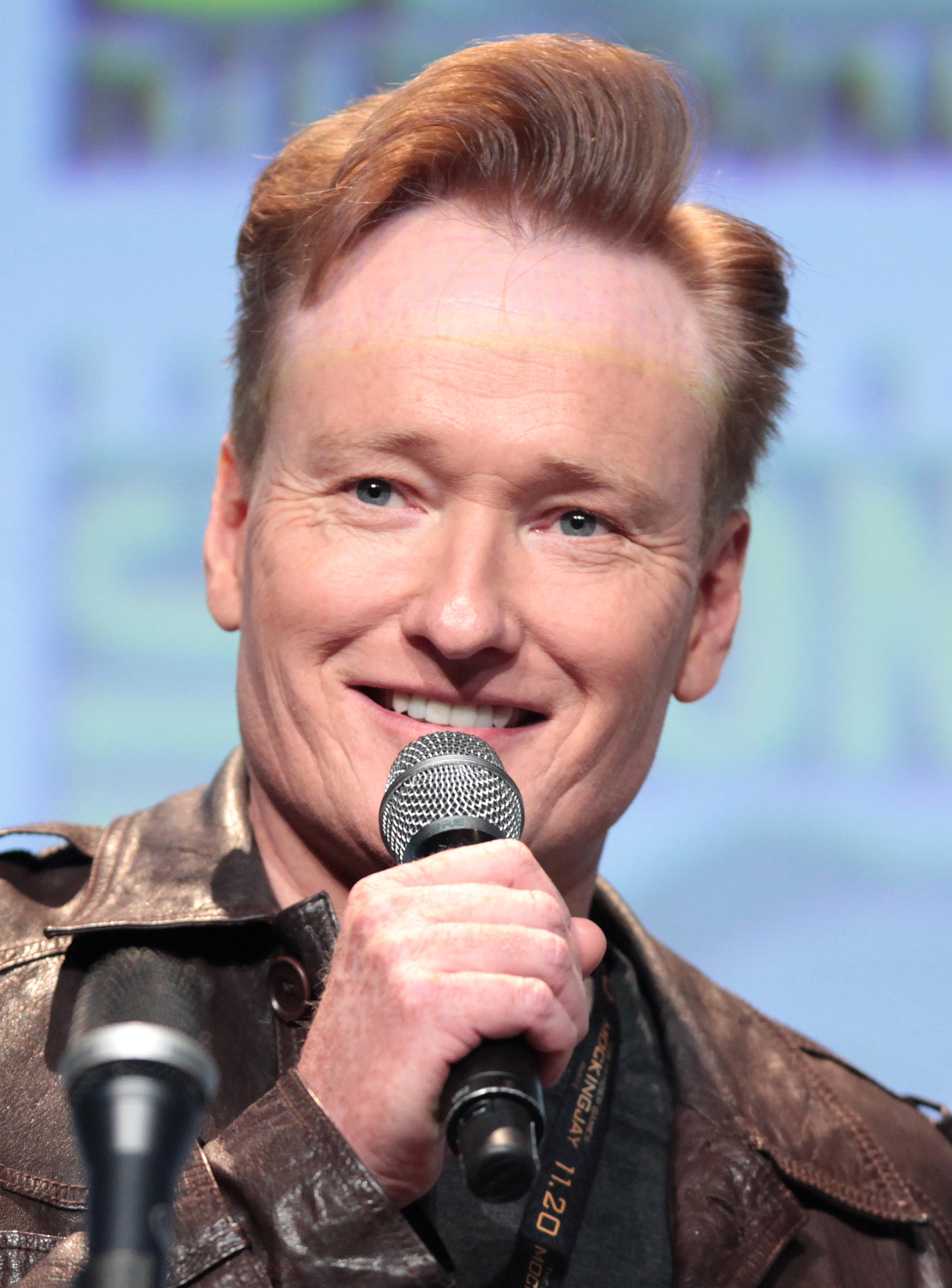
Conan O'Brien, anfitrión de la 97.ª edición de los Premios Óscar.

En octubre de 2024, la Academia contrató a los productores de televisión Raj Kapoor y Katy Mullan para supervisar la producción de la ceremonia de los Óscar de 2025, repitiendo sus roles del año anterior. Además, el veterano director de televisión Hamish Hamilton, quien ya ha dirigido la transmisión en varias ocasiones, fue seleccionado para dirigir nuevamente el evento, marcando así su quinta vez como director de la ceremonia. Bill Kramer, director ejecutivo de la Academia de Artes y Ciencias Cinematográficas (AMPAS), y Janet Yang, presidenta de AMPAS, expresaron en un comunicado: «Estamos emocionados de anunciar el regreso de nuestro increíblemente talentoso y creativo equipo de los Óscar: Raj, Katy, Hamish, Misty, Alana y Dave. También nos complace anunciar la incorporación de Michael Bearden, un talento brillante». Además, destacaron: «Su amor por el cine, su visión creativa compartida y su vasta experiencia en televisión en vivo los convierten en el equipo ideal para ofrecer un espectáculo excepcional para nuestra audiencia global en la noche más importante de la industria cinematográfica». Por su parte, Kapoor y Mullan expresaron: «Nos sentimos emocionados de liderar nuevamente este brillante equipo de producción de los Óscar y de colaborar con la Academia y Disney / ABC para ofrecer una noche de televisión inolvidable para los amantes del cine en todo el mundo. Esperamos seguir inspirando y conectando con nuevas generaciones para compartir nuestra pasión por el arte de la cinematografía y celebrar a todos los increíbles artistas nominados este año».

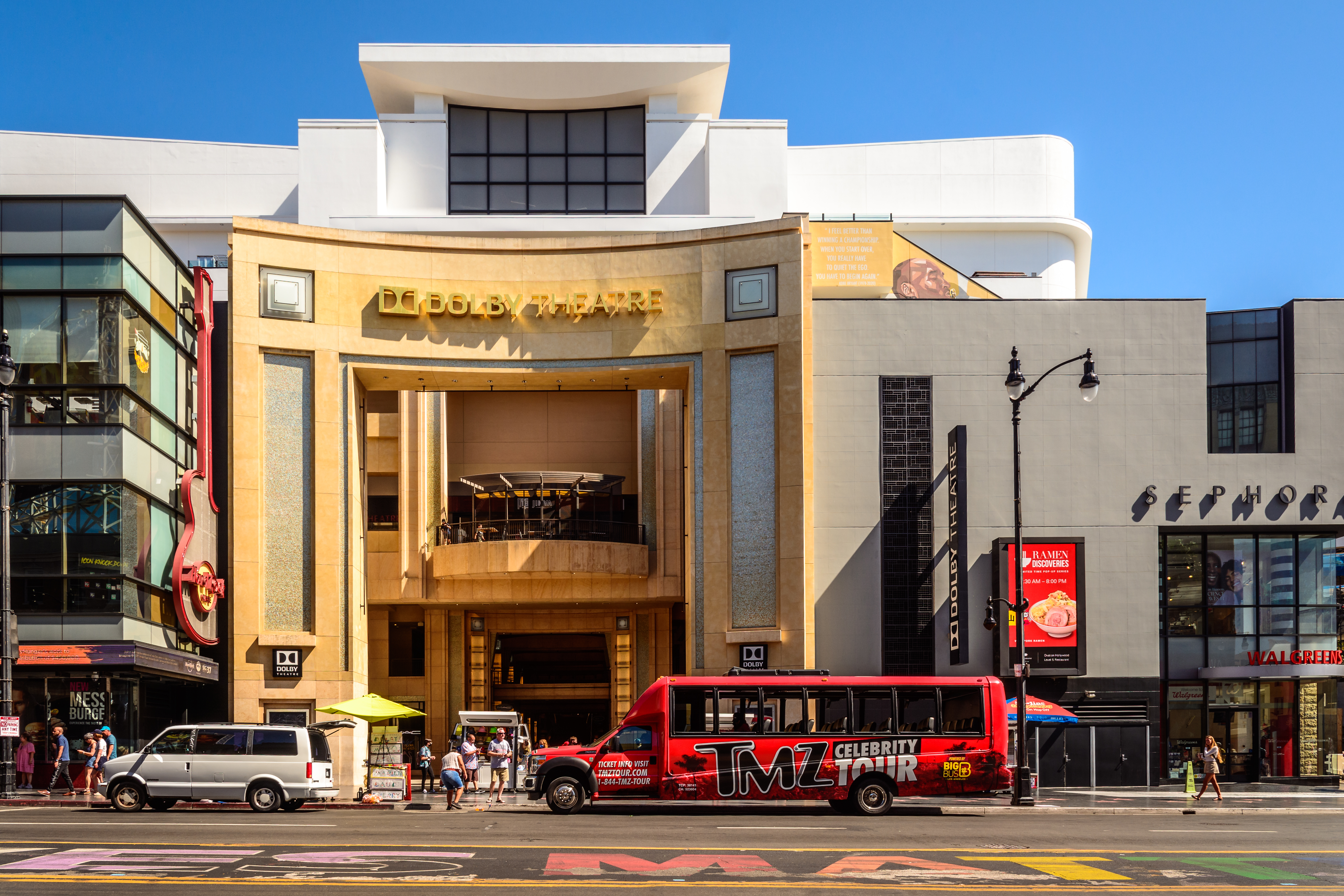
Dolby Theatre, escenario de la 97.ª edición de los Premios Óscar.

En noviembre del 2024, la Academia anunció al comediante, podcaster y ex presentador Conan O'Brien como anfitrión de la gala. Previo a esta decisión, hubo especulaciones de que la Academia consideraba un formato con múltiples anfitriones que compartirían las funciones a lo largo del programa. Esto surgió después de que tanto Jimmy Kimmel (quien ha presentado en 2017, 2018, 2023 y 2024) como John Mulaney (quien fue elogiado por su trabajo en la 14.ª ceremonia anual de los Premios de los gobernadores) rechazaran la oferta. También se rumoreaba que Ryan Reynolds y Hugh Jackman, conocidos por su trabajo en Deadpool & Wolverine, podrían estar entre los posibles anfitriones, aunque Reynolds comentó a Deadline Hollywood que era poco probable, aunque le gustaría presentar junto a Jackman «algún día». En cuanto al equipo de producción, regresan a la transmisión Rob Paine como coproductor ejecutivo, Taryn Hurd y Sarah Levine Hall como productores, Mandy Moore como coreógrafa supervisora, y Bob Dickinson y Noah Mitz como diseñadores de iluminación. Los productores Jeff Ross y Mike Sweeney, colaboradores de O'Brien desde hace mucho tiempo, se unen al equipo por primera vez. Colaborando con O'Brien como escritores están Amberia Allen, José Arroyo, Josh Comers, Dan Cronin, Jessie Gaskell, Skyler Higley, Berkley Johnson, Ian Karmel, Brian Kiley, Laurie Kilmartin, Carol Leifer, Jon Macks, Matt O’Brien, Agathe Panaretos and Mike Sweeney.
En febrero de 2025, la Academia anunció que la transmisión no incluiría a los ganadores pasados en las categorías de actuación, como se había planeado inicialmente. Este formato, llamado "Fab 5", se usó por primera vez en 2009 y consistía en que cinco ganadores anteriores elogiaban a un nominado de actuación cada uno, fue retomado en 2024 después de quince años de ausencia. En lugar de enfocarse en las categorías de actuación, se decidió destacar el talento detrás de las cámaras, con ganadores del Óscar hablando sobre el trabajo de las personas que contribuyen en áreas fuera del foco principal. Para las categorías de actuación, los ganadores del año anterior  solo leyeron los nombres de los nominados, en lugar de hacer una presentación especial.
Por tercer año consecutivo, la ceremonia incluyó un tributo especial a la franquicia de James Bond, en este caso para rendir homenaje a los productores de larga data de la franquicia Barbara Broccoli y Michael G. Wilson, quienes fueron reconocidos con el Premio en memoria de Irving Thalberg por "su contribución al panorama teatral de la industria". Las artistas Lisa, Doja Cat y Raye se unieron para interpretar "Live and Let Die", "Diamonds Are Forever" y "Skyfall", respectivamente, con Halle Berry (una ex chica Bond) presentando el tributo y Margaret Qualley bailando al ritmo del tema de James Bond.
Por segundo año consecutivo, Amelia Dimoldenberg regresó como embajadora de las redes sociales y corresponsal de la alfombra roja. La ceremonia, por primera vez, fue transmitida en vivo por Hulu y de manera internacional en Disney+. La transmisión por Hulu, sin embargo, tuvo varios problemas técnicos, ya que se cayó varias veces a lo largo de la ceremonia y terminó prematuramente justo antes de que se anunciaran las nominadas a mejor actriz; Hulu se disculpó al día siguiente. Nick Offerman fue anunciado como locutor de la ceremonia.
Adrien Brody, quien ganó el premio a mejor actor por The Brutalist, pronunció el discurso de aceptación más largo en la historia de los Óscar. Habló durante 5 minutos y 40 segundos, 10 segundos más que el discurso de Greer Garson, quien ganó el premio a mejor actriz por Mrs. Miniver (1942).

### Cambios en las reglas y regulaciones de los Premios Óscar
En abril de 2024, la Junta de Gobernadores de la Academia de Artes y Ciencias Cinematográficas (AMPAS) aprobó una serie de cambios significativos en diversas categorías, incluyendo nuevas regulaciones para las campañas y criterios de elegibilidad a partir de la 97.ª edición. Entre los cambios más destacados se encuentran los siguientes:
A partir de 2025, la categoría de mejor banda sonora original permitirá que hasta tres compositores reciban premios individuales si su contribución a la música de una película es significativa, reemplazando la regla anterior que otorgaba un premio grupal. Un ejemplo de esta regla anterior es la nominación de la banda Son Lux para la película Everything Everywhere All at Once, donde aunque cada miembro contribuyó de manera significativa en la banda sonora, solo recibieron una nominación en conjunto. También, en 2020, los compositores Jon Batiste, Trent Reznor y Atticus Ross recibieron un solo premio por su trabajo en Soul. Además, la lista de preseleccionados se amplió de 15 a 20 títulos. 
Para que una película sea considerada para el premio a mejor película, deberá cumplir con nuevos requisitos de exhibición, incluyendo una proyección en cines en al menos una de las seis principales áreas de EE. UU. (como Los Ángeles, Nueva York, Chicago, o Atlanta) y la presentación en al menos 10 mercados importantes dentro de los 45 días posteriores al estreno. Además, las películas debieron completar su exhibición antes del 24 de enero de 2025 (para ser elegibles en la 97.ª edición de los Premios Óscar). Las películas también deberán cumplir con al menos dos de los cuatro estándares establecidos en el formulario de Entrada de Estándares de Representación e Inclusión de la Academia (RAISE).   
Los autocines, que fueron habilitados temporalmente durante la pandemia, ya no serán lugares elegibles para calificar una película para los Óscar. Esta medida había sido implementada en 2020 debido al cierre de cines por la COVID-19. También, en los Premios de los Gobernadores, el Premio Irving G. Thalberg Memorial, que honra la labor constante de un productor creativo, se entregará en forma de una estatuilla de los Óscar, reemplazando el tradicional busto de Thalberg. Un ejemplo reciente de este premio fue otorgado a Kathleen Kennedy y Frank Marshall en 2018. Además, el Premio Humanitario Jean Hersholt ahora se otorga a personas que hayan promovido el bienestar humano y corregido desigualdades, como fue el caso de Michelle Satter, fundadora del Laboratorio de Directores y Guionistas del Instituto Sundance, en 2023.
En cuanto a los Premios Científicos y Técnicos, dos de ellos cambiaron de nombre: el Premio Gordon E. Sawyer ahora se llama «Premio a la trayectoria científica y técnica», y el Premio John A. Bonner se renombró como «Premio al servicio científico y técnico».
Finalmente, para la categoría de guion, ahora será obligatorio presentar el guion de rodaje final para ser considerado en las categorías de mejor guion original o adaptado. Además, las películas de animación podrán ser evaluadas tanto para la categoría de mejor película internacional como para mejor película animada, siempre y cuando cumplan con los requisitos de ambas categorías.

### Repercusiones de los incendios forestales de Los Ángeles
La votación para los casi 10,000 miembros de la Academia se abrió el 8 de enero de 2025, y en un principio debía cerrarse el 12 de enero, pero debido a los incendios forestales en el sur de California, el plazo para la votación de las nominaciones al Óscar se extendió hasta el 17 de enero. El anuncio de las nominaciones, previsto inicialmente para el 17 de enero, se retrasó al 23 de enero.
También se produjeron cambios en la ceremonia debido a los incendios forestales, con la Academia eligiendo honrar a la comunidad de Los Ángeles y su papel en la industria cinematográfica. Como parte de este cambio, se anunció que las cinco piezas musicales nominadas a mejor canción original no se interpretarían en vivo, y en su lugar los compositores serían destacados a través de reflexiones personales e información entre bastidores de los equipos creativos detrás de cada composición. En respuesta, la Society of Composers & Lyricists instó a la Academia a revertir su decisión. Se envió una carta al CEO, presidente y junta de gobernadores de la Academia, así como a los productores de la transmisión; la Academia se negó a hacer comentarios. Durante una mesa redonda virtual para el Songwriters Hall of Fame en la que estaban presentes todos los nominados, Diane Warren (nominada por "The Journey" de Seis triple ocho) calificó la decisión de "extremadamente irrespetuosa". Añadió: «Todos hemos escrito canciones que son realmente fundamentales para las películas en las que están. Y para mí, es injusto tanto para los nominados como para el público no poder escucharlas».
En enero de 2025, O'Brien declaró a The Hollywood Reporter cómo afectarían los incendios forestales a la preparación de la ceremonia y a su posición como presentador: «No es la tarea más fácil que he tenido, pero la estoy aceptando. Y no se trata de mí, obviamente. Es un momento para que todos demos un paso atrás y digamos: «Sé humilde». Sólo ser humilde y decir: «Este es un momento enorme. Esto es algo terrible que ha sucedido en Los Ángeles». La estrategia somos mis guionistas y yo, y el equipo con el que estoy trabajando en los Óscar, que son fantásticos: los productores, todos. Tenemos todos nuestros sensores puestos».
Ese mismo mes, O'Brien amplió aún más su proceso en medio de las tragedias, hablando con ABC News en Good Morning America, declarando: «Hay muchas cosas que están ocurriendo a nivel nacional sobre las que la gente está muy tensa y que cambian día a día. Así que mi trabajo ahora mismo con mis guionistas es crear posibilidades... Eso es lo que estamos haciendo. Trabajamos duro para crear posibilidades».

### Críticas y reacciones
Muchas publicaciones de medios recibieron la transmisión de manera positiva, y la actuación de O'Brien fue elogiada de manera unánime. El columnista Adam White de The Independent consideró que fue "la mejor ceremonia de los Óscar en años", mientras que Richard Lawson de Vanity Fair calificó la conducción de O'Brien como "brillantemente dirigida". La crítica de televisión Shirley Li de The Atlantic elogió la actuación de O'Brien, escribiendo que "entendió perfectamente lo que se le pidió" y "parecía que realmente pertenecía allí". Judy Berman de Time escribió que O'Brien "clavó el trabajo de presentador de los Óscar simplemente siendo Conan" y que equilibró "un humor travieso con un palpable amor por el cine", mientras que Dominic Patten de Deadline Hollywood afirmó que O'Brien aportó "una energía muy necesaria y, a veces, autocrítica". Ben Travers de IndieWire calificó la ceremonia con una A– y agregó que O'Brien "ofreció un show increíble". Por otro lado, Daniel Fienberg de The Hollywood Reporter fue más crítico, citando "demasiadas decisiones desconcertantes e inconsistencias tonales", pero elogió a O'Brien como "un presentador totalmente capaz" y opinó que "algunos de los guiones dentro de la transmisión fueron impresionantemente agudos".
Además, O'Brien mantuvo en su mayoría la política fuera de sus comentarios y bromas. Sin embargo, tras las primeras dos victorias de Sean Baker (mejor montaje y mejor guion original) por Anora, O'Brien felicitó el éxito de la película y pronunció una broma, diciendo: "Supongo que los estadounidenses están emocionados de ver finalmente a alguien enfrentarse a un poderoso ruso", refiriéndose aparentemente a la relación del presidente Donald Trump con el presidente ruso Vladímir Putin y cómo Trump está manejando la guerra entre Rusia y Ucrania; la broma fue recibida con risas, aplausos y fuertes vítores por parte del público.
En el sitio web de agregación de reseñas Rotten Tomatoes, el 80% de las reseñas de 20 críticos son positivas, con una calificación promedio de 7.5/10. El consenso del sitio dice: "La 97.ª edición de los Premios Óscar no ganará premios por su brevedad, pero se merece elogios por su auténtica atmósfera festiva y el estilo cómico del recién llegado Conan O'Brien".

### Audiencia y recepción
La transmisión estadounidense en ABC tuvo un promedio de 19.7 millones de personas durante su duración, lo que marcó un aumento del 1% con respecto a la ceremonia del año anterior. Ese total, que proviene de una combinación de la medición de Nielsen de los televidentes lineales en ABC más las transmisiones en vivo en Hulu, indica un aumento de audiencia de cinco años. Se convirtió en el programa de televisión de entretenimiento (no deportivo ni informativo) con mayor audiencia en la temporada televisiva 2024-25. Además, obtuvo la mayor audiencia entre los adultos de 18 a 49 años con una calificación de 4.54, un aumento del 19% respecto al año anterior. Al aislarse a los adultos de 18 a 34 años, fue la ceremonia de los Premios Óscar con mayor audiencia en los últimos cinco años, con una calificación de 3.17. En redes sociales, generó 104.2 millones de interacciones, la mayor cantidad de cualquier programa de televisión en la temporada 2024-25 hasta ahora.

### Polémicas de Karla Sofía Gascón
En enero de 2025, tras la nominación al Premio Óscar a la mejor actriz de Karla Sofía Gascón por Emilia Pérez, los usuarios de las redes sociales, incluida la periodista Sarah Hagi, resurgieron una serie de publicaciones realizadas por Gascón entre 2019 y 2021. Estas publicaciones contenían un discurso intolerante hacia una amplia gama de comunidades, incluidas publicaciones de humillación corporal, catalanofóbicas, homofóbicas, islamófobas, racistas y sinofóbicas. Entre estas se encontraba una publicación en X que calificaba al Islam como un «semillero de infección para la humanidad», y otra publicación en reacción a los 93.ª edición de los Premios Óscar, en la que se preguntaba si los Óscar se habían convertido en un «festival afro-coreano», una «manifestación de Black Lives Matter» o el Día Internacional de la Mujer. A raíz de la reacción negativa, Gascón eliminó los tuits y se disculpó, luego desactivó su cuenta de X al día siguiente.
Ante la reacción generalizada y los múltiples pedidos para que se revocara su nominación, Gascón abordó la controversia nuevamente en una entrevista de casi una hora con CNN en Español. Cuando se le confrontó con los tuits resurgidos, Gascón afirmó que no «reconocía» muchos de ellos, incluida una publicación de 2022 en la que supuestamente se refirió a su coprotagonista en Emilia Pérez, Selena Gomez, como una «rata rica». Netflix, el distribuidor de la película, no estaba al tanto ni participó en la reserva de esta entrevista.
Dos días después de la entrevista de CNN, que recibió críticas, Gascón recurrió a Instagram para publicar otra declaración en la que aseguró que no tenía «nada que ocultar» y culpó a la cultura de la cancelación por la reacción. Mientras tanto, en una conversación con Deadline Hollywood, el director de Emilia Pérez, Jacques Audiard, desautorizó a Gascón, sus publicaciones en redes sociales y los comentarios que había hecho.
Con la ronda final de votación de los Óscar programada para comenzar el 11 de febrero, The Hollywood Reporter confirmó que Netflix había realizado esfuerzos de «control de daños» para proteger a los otros nominados de la película. El servicio de streaming eliminó el nombre de Gascón de los anuncios y correos electrónicos promocionales de la película para los premios.

### Los comentarios de Jacques Audiard y el disgusto por la películaEmilia Pérez
Con base a las controversias que surgieron tras el estreno de la película Emilia Pérez, el director Jacques Audiard emitió un comunicado pidiendo disculpas a los mexicanos que se sintieron ofendidos por los temas que aborda la cinta en relación con México. Audiard aclaró que la película no tenía la intención de transmitir algo insensible ni perjudicial hacia el país. Además, en recientes entrevistas, se vio obligado a responder sobre sus polémicas declaraciones previas acerca del español, al referirse a este idioma como «el idioma de los países emergentes, de los países modestos, de gente pobre y migrantes», lo que desató más críticas dentro de la comunidad hispanohablante. Por otro lado, las 13 nominaciones al Óscar que recibió la película también provocaron un gran revuelo, con muchas voces cuestionando la cantidad de nominaciones otorgadas a Emilia Pérez, comparándola con películas icónicas como El Señor de los Anillos: el retorno del Rey, Lo que el viento se llevó, La forma del agua y Forrest Gump, argumentando que algunas de estas nominaciones parecían innecesarias.

## In Memoriam

### Tributo
Al presentar el tributo "In Memoriam", Morgan Freeman también ofreció un tributo hablado individual a Gene Hackman. El tributo, que contó con la participación del Los Angeles Master Chorale interpretando "Lacrimosa" del Réquiem de Mozart, rindió homenaje a las siguientes personas:
- Maggie Smith
- Gena Rowlands
- Dabney Coleman
- Lourdes Portillo
- Dick Pope
- Phyllis Dalton
- David Seidler
- Roger Corman
- Jeff Baena
- Dianne Crittenden
- Bob Newhart
- Kris Kristofferson
- Marshall Brickman
- Robert Laemmle
- M. Emmet Walsh
- K. C. Fox
- Anthea Sylbert
- Josh Welsh
- John F. Burnett
- Fred Roos
- Jeannie Epper
- Christopher Newman
- Nancy St. John
- Paula Weinstein
- Teri Garr
- Cheng Pei-pei
- John Amos
- Robert Towne
- Bill Cobbs
- Lisa Westcott
- Barry Michael Cooper
- Leonard Engelman
- Bud S. Smith
- Lynda Obst
- Adam Somner
- Roger Pratt
- Charles Shyer
- Joan Plowright
- Anouk Aimée
- Donald Sutherland
- Leo Chaloukian
- Albert S. Ruddy
- Art Evans
- Colin Chilvers
- Jim Tauber
- Richard M. Sherman
- Jan A. P. Kaczmarek
- Louis Gossett Jr.
- Tim McGovern
- Ray Chan
- Will Jennings
- Jon Landau
- Fumi Kitahara
- Shelley Duvall
- David Lynch
- James Earl Jones
- Gene Hackman

El segmento recibió críticas por omitir a varias personalidades importantes, en particular a Jim Abrahams, Alain Delon, Bernard Hill, Michelle Trachtenberg (quien había fallecido la semana anterior), Tony Todd, Olivia Hussey, Marisa Paredes,  Linda Lavin, Martin Mull, Claude Jarman Jr., Mitzi Gaynor, Shannen Doherty, Silvia Pinal, Erica Ash, Angie Stone, Sérgio Mendes y Carlos Diegues.

### Tributo a Quincy Jones
Varias presentaciones después del homenaje, y antes de los últimos cuatro premios entregados, se presentó un tributo individual a Quincy Jones, presentado por Whoopi Goldberg y Oprah Winfrey. Durante el tributo, Queen Latifah interpretó "Ease on Down the Road" de The Wiz (la segunda canción de The Wiz interpretada en la ceremonia), una composición de Jones.

## Óscarshortlists
El 17 de diciembre de 2024, se anunciaron las shortlists (votación preliminar) pertenecientes a diez categorías generales.
- Los títulos resaltados con un ‡ y en negrilla fueron seleccionados en el grupo de cinco nominados.

#### Mejor largometraje documental
Las películas, listadas en orden alfabético por título, son:
- The Bibi Files
- Black Box Diaries ‡
- Dahomey
- Daughters
- Eno
- Frida
- Hollywoodgate
- No Other Land ‡
- Porcelain War ‡
- Queendom
- The Remarkable Life of Ibelin
- Soundtrack to a Coup d’Etat ‡
- Sugarcane ‡
- Union
- Will & Harper

#### Mejor cortometraje documental
Las películas, listadas en orden alfabético por título, son:
- Chasing Roo
- Death by Numbers ‡
- Eternal Father
- I Am Ready, Warden ‡
- Incident ‡
- Instruments of a Beating Heart ‡
- Keeper
- Makayla’s Voice: A Letter to the World
- Once upon a Time in Ukraine
- The Only Girl in the Orchestra ‡
- Planetwalker
- The Quilters
- Seat 31: Zooey Zephyr
- A Swim Lesson
- Until He’s Back

#### Mejor película internacional
Las películas, listadas en orden alfabético por título, son:
- Aún estoy aquí (Brasil) ‡
- Armand (Noruega)
- Dahomey (Senegal)
- Emilia Pérez (Francia) ‡
- Flow (Letonia) ‡
- From Ground Zero (Palestina)
- The Girl with the Needle (Dinamarca) ‡
- How to Make Millions before Grandma Dies (Tailandia)
- Kneecap (Irlanda)
- Santosh (Reino Unido)
- The Seed of the Sacred Fig (Alemania) ‡
- Touch (Islandia)
- Universal Language (Canadá)
- Vermiglio (Italia)
- Waves (República Checa)

#### Mejor maquillaje y peluquería
Las películas, listadas en orden alfabético por título, son:
- The Apprentice
- Beetlejuice Beetlejuice
- A Different Man ‡
- Dune: Part Two
- Emilia Pérez ‡
- Maria
- Nosferatu ‡
- La sustancia ‡
- Waltzing with Brando
- Wicked ‡

#### Mejor banda sonora
Las partituras, listadas en orden alfabético por título, son:
- Alien: Romulus
- Babygirl
- Beetlejuice Beetlejuice
- Blitz
- The Brutalist ‡
- Challengers
- Cónclave ‡
- Emilia Pérez ‡
- The Fire Inside
- Gladiador II
- La habitación de al lado
- Horizon: An American Saga - Capítulo 1
- Inside Out 2
- Nosferatu
- Parpadea dos veces
- Robot salvaje ‡
- Sing Sing
- The Six Triple Eight
- Wicked ‡
- Young Woman and the Sea

#### Mejor canción original
Las canciones, listadas en orden alfabético por título, son:
- «Forbidden Road» de Better Man
- «Winter Coat» de Blitz
- «Compress/Repress» de Challengers
- «Never Too Late» de Elton John: Never Too Late ‡
- «El Mal» de Emilia Pérez ‡
- «Mi Camino» de Emilia Pérez ‡
- «Sick In The Head» de Kneecap
- «Beyond» de Moana 2
- «Tell Me It’s You» de Mufasa: el rey león
- «Piece By Piece» de Piece by Piece
- «Like A Bird» de Sing Sing ‡
- «The Journey» de The Six Triple Eight ‡
- «Out Of Oklahoma» de Twisters
- «Kiss The Sky» de Robot salvaje
- «Harper And Will Go West» de Will & Harper

#### Mejor cortometraje animado
Las películas, listadas en orden alfabético por título, son:
- Au Revoir Mon Monde
- A Bear Named Wojtek
- Beautiful Men ‡
- Bottle George
- A Crab in the Pool
- In the Shadow of the Cypress ‡
- Magic Candies ‡
- Maybe Elephants
- Me
- Origami
- Percebes
- The 21
- Wander to Wonder ‡
- The Wild-Tempered Clavier
- Yuck! ‡

#### Mejor cortometraje
Las películas, listadas en orden alfabético por título, son:
- A Lien ‡
- Anuja ‡
- Clodagh
- The Compatriot
- Crust
- Dovecote
- Edge of Space
- The Ice Cream Man
- I’m Not a Robot ‡
- The Last Ranger ‡
- The Man Who Could Not Remain Silent ‡
- The Masterpiece
- An Orange from Jaffa
- Paris 70
- Room Taken

#### Mejor sonido
Las películas, listadas en orden alfabético por título, son:
- Alien: Romulus
- Blitz
- A Complete Unknown ‡
- Deadpool & Wolverine
- Dune: Part Two ‡
- Emilia Pérez ‡
- Gladiador II
- Joker: Folie à Deux
- Robot salvaje ‡
- Wicked ‡

#### Mejores efectos visuales
Las películas, listadas en orden alfabético por título, son:
- Alien: Romulus ‡
- Better Man ‡
- Civil War
- Deadpool & Wolverine
- Dune: Part Two ‡
- Gladiador II
- Kingdom of the Planet of the Apes ‡
- Mufasa: el rey león
- Twisters
- Wicked ‡